# 舌状叶镖水蚤
舌状叶镖水蚤（学名：Phyllodiaptomus tunguidus）为镖水蚤科叶镖水蚤属的动物，是中国的特有物种。分布于广东等地，属于暖水性种类。生活于湖泊和江河中。